# Курайван
Курайва́н — деревня в Арском районе Татарстана. Входит в состав Среднекорсинского сельского поселения.

## География
Находится в северо-западной части Татарстана, в 1 км от реки Кисьмесь, в 8 км к востоку от районного центра — города Арска.

## История
Известна с 1678 года. Упоминалась также как Сухие Валы и Кер-Хайван
В XVIII веке и до отмены крепостного права жители относились к сословию государственных крестьян. Помимо традиционных земледелия и скотоводства, занимались пчеловодством, валяльно-войлочным и плотничным промыслами.
В «Списке населённых мест Российской империи», изданном в 1866 году по сведениям 1859 года, населённый пункт упомянут как казённая деревня Курхайван (Сухие Валы) Казанского уезда Казанской губернии (2-го стана). Располагалась по левую сторону почтового тракта от города Арска до города Мамадыша, при речке Кисмесь, в 67 верстах от уездного и губернского города Казань и в 6 верстах от становой квартиры, города Арска. В деревне, в 37 дворах проживали 280 человек (138 мужчин и 142 женщины), была мечеть.
В начале XX века были мечеть (начало XX в., памятник культовой архитектуры в традициях татарского деревянного зодчества, в 2008 г. здание разобрано) и мектеб. Из хозяйственных построек — водяная мельница, мелочная лавка. Земельный надел сельской общины насчитывал 678,6 десятин.
До 1920 года деревня входила в Кармышскую волость Казанского уезда Казанской губернии. С 1920 — в состав Арского кантона ТАССР. С 10 августа 1930 года в Арском районе.
С 1930 года в деревне действовали колхозы. В 2002 году колхоз села объединён с коллективным предприятием. С 2004 — общество с ограниченной ответственностью.
В 2013 году переименована в Курайван. 

## Население
| 1782 | 1859 | 1897 | 1908 | 1920 | 1926 | 1938 | 1949 | 1958 | 1970 | 1979 | 1989 | 2002 | 2010 | 2015 |
| ---- | ---- | ---- | ---- | ---- | ---- | ---- | ---- | ---- | ---- | ---- | ---- | ---- | ---- | ---- |
| 79   | 280  | 396  | 437  | 490  | 421  | 371  | 330  | 237  | 168  | 152  | 92   | 96   | 86   | 79   |

Национальный состав села — татары.

## Экономика
Сельское хозяйство со специализацией на полеводстве, животноводстве.

## Инфраструктура
В деревне действуют начальная школа, клуб.